# Søren Lippert
Søren Lippert, f. 1976, MSc i politisk kommunikation og journalist.
Søren Lippert er uddannet journalist fra Danmarks Journalisthøjskole i 2002, og i 2005 supplerede han med en masteruddannelse i politisk kommunikation fra University of Liverpool. Fra 2002-2004 arbejdede han som presserådgiver i Danske Invest, mens han fra 2005-2006 var PR-rådgiver i Geelmuyden.Kiese. Fra april 2006 til sommeren 2007 var Søren Lippert vært på DR-programmet P1 Debat.
Han er medforfatter til debatbogen Glem velfærden (2003) og forfatter til bogen Bag Magten, om politisk kommunikation  (2016).
Søren Lippert var spindoktor for Nick Hækkerup under Helle Thorning-Schmidts regeringsperiode.[kilde mangler]
Pr. 1. august 2015 tiltrådte Søren Lippert en stilling som studievært på TV2 News. Der har været en række spekulationer angående Lipperts arbejde som journalist, dels pga. hans fortid som byrådsmedlem for Socialdemokraterne, dels på grund af hans tid som spindoktor for socialdemokraterne. Michael Dyrby har dog udtalt i Presselogen (mediemagasin på TV2 News), at der er forventningsafstemt med Søren Lippert, og han har tillid til Lipperts journalistiske evner som kritisk journalist.

## Politisk karriere
I november 2005 blev Søren Lippert valgt til byrådet i Frederikssund Kommune for Socialdemokraterne. Han valgte inden sin tiltrædelse at trække sig, da der i offentligheden blev sået tvivl om, hvorvidt hans folkeregisteradresse hos svigerforældrene i Frederikssund var reel, idet Søren Lippert og hans hustru havde en lejlighed i København, hvor hustruen havde adresse.
Søren Lippert har desuden været afdelingsformand for DSU Frederikssund